# エリク14世 (スウェーデン王)
エリク14世（Erik XIV, 1533年12月13日 - 1577年2月26日）はスウェーデン・ヴァーサ王朝の第2代国王（在位：1560年 - 1568年）。グスタフ1世と王妃カタリーナの子。スウェーデン＝フィンランドの君主であるが、フィンランドの統治者は弟のフィンランド公ヨハン（後のヨハン3世）であった。

## 生涯
スウェーデン王グスタフ1世アドルフと王妃カタリーナの息子として、1533年12月13日にストックホルムで生まれた。1560年にイングランド女王エリザベス1世に求婚しようとしたが、イングランド行きの船に乗る直前に父の崩御の報せが届いた。エリクは直ちにストックホルムに戻り、父を埋葬した後議会を招集した。1561年4月15日にアルボガで開かれた議会はアルボガ条項と呼ばれる、王族公爵（エリク14世の弟ヨハンとカールはそれぞれフィンランド公とセーデルマンランド公に叙されていた）の権力を制限する条項を採択した。6月にはウプサラで戴冠式を挙げるとともにスウェーデン初の男爵と伯爵を創設した。
エリク14世は上流階級を恐れたとされ、低い家柄の出身だったヨラン・ペッションに全幅の信頼を置いた。ヨランは貴族を弾圧したが、『ブリタニカ百科事典第11版』では弾圧がヨランとエリク14世のうちどちらによる指示だったかについて判断が難しいとした。外交ではデンマーク＝ノルウェーからの経済自立、バルト帝国の建設を目指し、1561年にエストニア北部を占領してエストニア公国を建てたが、1563年より北方七年戦争でポーランド、リューベック、デンマーク＝ノルウェーを相手に戦い、国内で不評となった。
1562年10月4日、王弟ヨハンがカタジナ・ヤギェロンカ（ポーランド王およびリトアニア大公ジグムント1世の娘）と結婚した。結婚自体が王命に反しており、さらにヨハンが独自の外交政策としてジグムント1世のリヴォニア征服への援助を約束した。アルボガ条項では王族公爵が国王の裁可なしで条約を締結することが禁じられており、ヨハンが条項に公然と違反した形となった。エリク14世はすぐさまに軍勢1万をフィンランド公領に派遣してヨハンとカタジナを捕らえ、グリプスホルム城に幽閉した。
1566年にはストゥーレ家を弾圧した。エリク14世はまずストゥーレ家当主スヴァンテ・ステンソン・ストゥーレの息子ニルス・スヴァンテソン・ストゥーレを冤罪で死刑にし、次に市中引き回しに減刑、6月15日に実行したのちオルビュフス城に投獄したが、その数日後にはニルスを特別大使としてロレーヌ公国に派遣、ロレーヌ公の娘レナータとの縁談を再開させた。一方でエリク14世は1565年より愛人として抱えていたカリン・モンスドッテルとの結婚を決意しており、1567年5月21日にウプサラに戻ったニルスをただちに逮捕した。ニルスは投獄され、24日にはエリク14世が自らの手でニルスを殺害した。
このころにはエリク14世の精神疾患が進行しており、議員団が代理でスウェーデンを統治した。『ブリタニカ百科事典第11版』によれば、エリク14世は一時国王が自身ではなく弟ヨハンであると考え、ヨハンを釈放したという。1568年に一時正気に戻り、カリン・モンスドッテルとの結婚より2人の息子を王位継承者として認めることを条件に弟ヨハンと和解した後、7月4日にストックホルムでカリンと結婚、翌日にはカリンが王妃として戴冠、生まれたばかりの息子グスタフは王太子に指名された。しかしヨハンとカールがエリク14世の廃位を計画、同7月にエステルイェートランド地方で反乱を起こした。エリク14世ははじめ抵抗したが、9月17日にはヨハンとカールがストックホルムに迫った。エリク14世はまずヨラン・ペッションを差し出し、次に自身の退位に同意した。ヨハンは9月30日に軍と貴族の支持を得てヨハン3世として即位、1569年1月25日に議会の承認を得た。
廃位されたエリクは投獄されたが、エリクの復位を目指す反乱がたびたび起こり、ヨハン3世はエリクの投獄場所を頻繁に変更した。ついには1575年3月10日にヨハン3世の求めによりエリクへの死刑判決が下されたが、エリクはその後も2年ほど生き、1577年2月24日に新しい投獄先のオルビュフス城で急死した。エリクの死には毒殺説もある。

## 子女

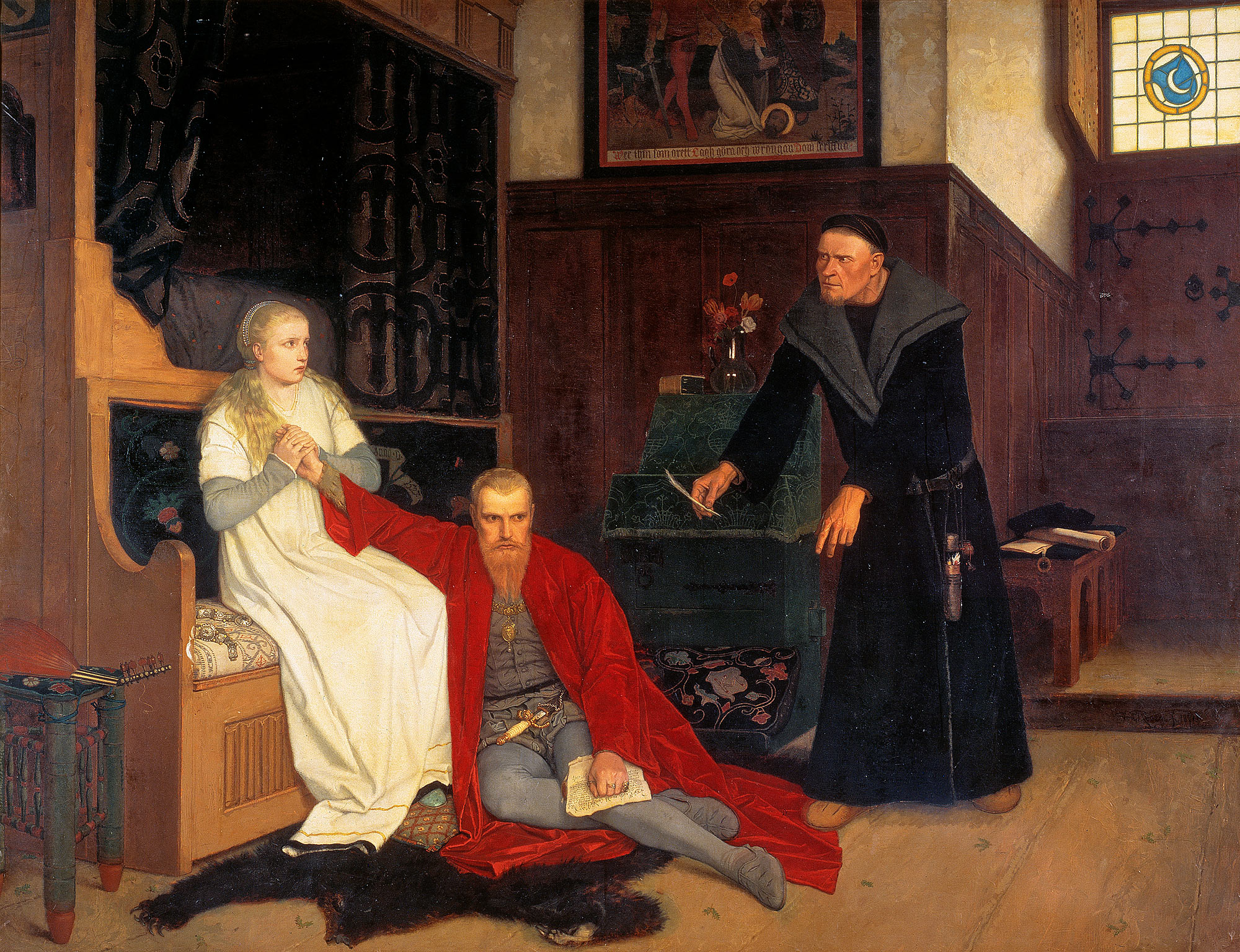
カリン・モンスドッテル、エリク14世とヨラン・ペッション（ゲオルク・フォン・ローゼン作、1871年）

エリク14世は結婚前に関係のある女性があり、アグダ・ペルスドッテルとの間に3人の娘があった。
1. ヴィルギニア（英語版）（Virginia, 1559年 - 1633年）
2. コンスタンティア（英語版）（Constantia, 1560年 - 1649年）
3. ルクレティア（Lucretia, 1564年 - 1574年） - 早世

カリン・ヤコプスドッテルとの間には1人（未婚、1565年生まれ）の子供があった。

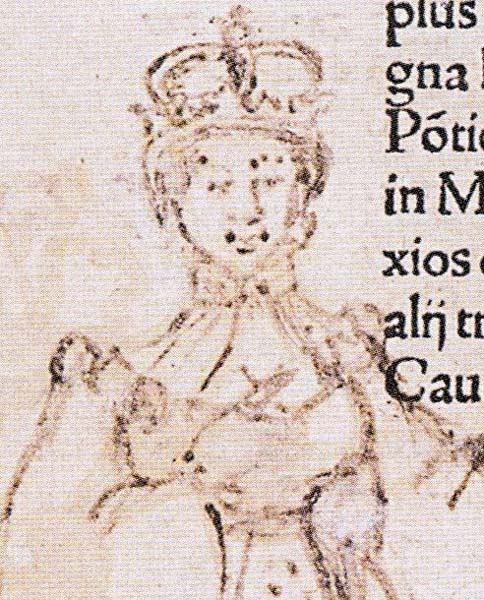
エリク14世が描いたカリン・モンスドッテル、1575年ごろ。

最終的にエリク14世は、1565年より愛人だったカリン・モンスドッテルと1568年7月4日に結婚し、4人の子供をもうけた。
1. シグリッド（1566年 - 1633年）
2. グスタフ（1568年 - 1607年）
3. ヘンリク（Henrik, 1570年 - 1574年）
4. アーノルド（Arnold, 1572年 - 1573年）